# Duplicate (film)
Pour les articles homonymes, voir Duplicate.
Pour plus de détails, voir Fiche technique et Distribution.
Duplicate  est un film indien réalisé par Mahesh Bhatt, sorti en 1998.

## Synopsis
Bablu est un jeune cuisinier à la recherche d’un emploi, le hasard le met sur la route de Sonia la responsable des banquets dans un grand hôtel. Elle l’engage et c'est là que commence une nouvelle vie pour Bablu, d’autant que Sonia ne le laisse pas insensible.
Parallèlement, un gangster s’évade de prison nommé Manu, traqué par la police il se réfugie chez sa maîtresse Lily. Envahi de haine, il traque ses anciens associés qui ont profité de son absence pour se faire une vie de luxe avec son argent. Rien ne destine Bablu et Manu à se rencontrer si ce n’est leur ressemblance ils sont la copie conforme l’un de l’autre. Cette ressemblance va amener des quiproquos car le gentil Bablu est pris pour le terrible Manu par la police et par Lily, tandis que Sonia et "Bebe" prennent Manu pour Bablu. Pour Manu c’est une occasion rêvé pour prendre l’identité de Bablu et de refaire sa vie.
Mais c’est "Bebe" la mère de Bablu qui aura le dernier mot.

## Fiche technique
- Titre : Duplicate
- Réalisateur : Mahesh Bhatt
- Scénario : Robin Bhatt, Akash Kurana, Javed Siddiqui
- Musique : Anu Malik
- Direction artistique : Sharmishta Roy
- Photographie : Sameer Arya
- Montage : Waman Bhonsle
- Société de production : Dharma Productions
- Pays de production :  Inde
- Genre : comédie, action
- Durée : 166 minutes
- Date de sortie :
  - Inde : 8 mai 1998

## Distribution
- Shahrukh Khan : Bablu Chaudhary / Manu Dada
- Juhi Chawla : Sonia Kapoor
- Sonali Bendre : Lily
- Farida Jalal : Mme Chaudhary alias "Bebe"
- Mohnish Bahl : Ravi Lamba
- Tiku Talsania : l'inspecteur R.K. Thakur
- Sharat Saxena : Dhingra
- Rana Jung Bahadur : Gappa
- Gulshan Grover : Shalako
- Kajol : la fille à la gare
- Vishwajeet Pradhan : Tony